# Uvencio Antonio Velásquez
Uvencio Antonio Velásquez est l'une des six divisions territoriales et statistiques dont l'une des cinq paroisses civiles de la municipalité de Sucre dans l'État de Portuguesa au Venezuela. Sa capitale est Las Cruces.